# ヴァーリ・ソット
ヴァーリ・ソット（伊: Vagli Sotto）は、イタリア共和国トスカーナ州ルッカ県にある、人口約800人の基礎自治体（コムーネ）。

## 地理

### 位置・広がり
ルッカ県西部、ガルファニャーナ地方 (it:Garfagnana) のコムーネ。

#### 隣接コムーネ
隣接するコムーネは以下の通り。括弧内のMSはマッサ＝カッラーラ県所属を示す。
- カンポルジャーノ
- カレッジネ
- マッサ (MS)
- ミヌッチャーノ
- スタッツェーマ

### 気候分類・地震分類
ヴァーリ・ソットにおけるイタリアの気候分類 (it) および度日は、zona E, 2903 GGである。
また、イタリアの地震リスク階級 (it) では、zona 2 (sismicità media) に分類される。